# Zwollerkerspel

Zwollerkerspel (Bas allemand: Zwollerkärspel) est une ancienne commune néerlandaise de la province d'Overijssel.

Écusson de Zwollerkerspel

La commune était située dans le nord-ouest de la province d'Overijssel, autour de la ville de Zwolle. Le terme kerspel évoque une dépendance d'une église principale.
Le 1er août 1967, la commune de Zwollerkerspel a été supprimée. La plus grande partie a été rattachée à Zwolle, de manière à rendre possible l'extension de la ville en nouveaux quartiers. Certaines parties sont toutefois rattachées à d'autres communes : Genemuiden, Hasselt, Heino et IJsselmuiden. Au moment de sa suppression, la commune avait une superficie de 147,5 km² et elle comptait 14 615 habitants. En 1840 la commune comptait 3 900 habitants pour 602 maisons.
Le nom de l'ancienne commune est toujours utilisé dans le nom de la Tour hertzienne de Zwollerkerspel, qui transmet les émissions de la chaîne régionale RTV Oost.

## Localités
Zwollerkerspel était un ensemble d'un grand nombre de petits villages et hameaux. Faisaient partie de Zwollerkerspel : Berkum (divisé en Berkum Brinkhoek, Berkum Bruggenhoek, Berkum Poepershoek et Berkum Veldhoek), Biswetering, Cellemuiden, Genne, Genne-Overwaters, Haerst, Hasselerdijk, 's-Heerenbroek, Herculo, Herfte, Hoog Zuthem, Holten, Ittersum, Laag Zuthem, Langenholte, Nieuwe Wetering (divisé en Nieuwe Wetering Noordeinde et Nieuwe Wetering Zuideinde), Oldeneel, Oude Wetering (divisé en Oude Wetering Noordeinde et Oude Wetering Zuideinde), Robolligehoek, Schelle, Spoolde, Streukel, Voorst, Westenholte, Windesheim, Wijthmen, Zalné et Zeedijk.

### Source
- (nl) Hoven, Frank van den, De Topografische Gids van Nederland, 1997, Éd. Filatop, Amersfoort.